# Los Baños (La Laguna)
Los Baños, oficialmente el Municipio de Los Baños, (Tagalo: Bayan ng Los Baños) es un municipio de primera clase en la provincia de Laguna, Filipinas. Según el censo de 2015, tiene una población de 112,008 personas.
Tiene una superficie total de 56,5 kilómetros cuadrados y limita al sur y al suroeste con el Monte Makiling, al norte con Laguna de Bay, al noroeste con Calamba y al este con la ciudad de Bay. La ciudad se encuentra a 63 kilómetros al sureste de Manila y es accesible a través de la autopista del sur de Luzón.
El municipio se encuentra en la ladera norte del volcán inactivo Monte Makiling y es conocido entre los turistas por sus centros termales. Los Baños también alberga dos universidades constituyentes del Sistema de la Universidad de Filipinas: la Universidad de Filipinas Los Baños y la Universidad Abierta de la Universidad de Filipinas, junto con otros centros de investigación extranjeros, locales e internacionales, como el Instituto Internacional de Investigación del Arroz, el Centro de la ASEAN para la Diversidad Biológica, el Instituto de Investigación de Arroz de Filipinas, el Centro Philippine Carabao en UPLB y SEAMEO-SEARCA, convirtiendo la ciudad en un hogar temporal para decenas de miles de estudiantes de pregrado y posgrado, investigadores y personal de apoyo locales y extranjeros.
Los Baños fue declarado como la Ciudad Especial de Ciencia y Naturaleza de Filipinas a través de la Proclamación Presidencial N ° 349. La proclamación, sin embargo, no convierte al municipio en una ciudad ni le otorga poderes corporativos otorgados a otras ciudades.
Además de su importancia en lo académico, la ciencia y la investigación, Los Baños es un destino turístico muy conocido. Debido a la proximidad de la ciudad a la Gran Manila, los balnearios de aguas termales de Los Baños son frecuentes escapadas de fin de semana o de verano para los residentes de la gran metrópolis y los turistas de otros lugares en Filipinas y en el extranjero. Los turistas que visitan Los Baños también visitan las diferentes tiendas de delicias nativas de la ciudad para comprar la famosa tarta Buko pie de la ciudad, así como una tarta de chocolate de cosecha propia. Actualmente, es el municipio más rico de Laguna en cuanto a activos por un valor de Php 652.95 M

## Historia

### Período precolonial y colonial español
Los Baños comenzó como un asentamiento, un barrio de Bay, llamado Mainit, el término tagalo para "caliente", aludiendo a las aguas termales al pie del Monte Makiling. En 1589, a través de un fraile franciscano, se hizo popularmente conocido por su nombre actual, "Los Baños", que en español significa "lugar de baño".
En 1595 se construyó un edificio temporal hecho de bambú y cogon para servir de refugio a los pacientes que viajaban a Mainit  buscando curas para sus dolencias. Fue el 17 de septiembre de 1615 cuando los frailes comenzaron a administrar Los Baños como una ciudad separada de Bay.
En 1671 se construyeron estructuras más permanentes como iglesias y hospitales solo para ser destruidas por un incendio en 1727. Las estructuras se volvieron a erigir a un ritmo lento. La iglesia que ahora se encuentra en el centro municipal de Los Baños data de 1851. El palacio del gobernador español fue construido en 1879, pero se terminó en 1892.

### Periodo colonial americano
En 1909, se estableció la Facultad de Agricultura de la Universidad de Filipinas (FAUF).
La FAUF se convirtió en un campo de prisioneros de guerra japoneses para los nacionales de los países aliados, un objetivo de las medidas punitivas Kempetai, y la sede de una organización secreta de guerrillas. El 23 de febrero de 1945, las fuerzas estadounidenses del Primer Batallón, 511. ° Regimiento de Infantería de Paracaidistas de la Undécima División Aerotransportada encabezaron una incursión combinada anfibia y aérea contra el campo de prisioneros, rescatando a más de 2.000 ciudadanos aliados. Mataron a la guarnición japonesa de 250 hombres. Para forzar a los prisioneros a dejar atrás sus pertenencias y acelerar la evacuación antes de que los japoneses pudieran enviar refuerzos, las fuerzas estadounidenses y las guerrillas filipinas quemaron el campamento. Solo permaneció intacto el Baker Hall, el gimnasio de la universidad hasta 2010.
En 1959, se realizó el décimo Jamboree Scout Mundial en Los Baños, con el tema "Construyendo el Mañana Hoy" con la asistencia de 12,203 Scouts.
En 1962 comenzó su trabajo el Instituto Internacional de Investigación del Arroz .

### Era moderna
En 1979, la evolución y desarrollo de la excelencia académica en Los Baños motivó a los habitantes de Los Baños a solicitar al entonces presidente Ferdinand Marcos declarar el municipio como "Zona Universitaria Especial", otorgada el 15 de junio de 1982 en virtud de la carta de instrucción No. 883.
Los Baños fue declarado además como "Comunidad de Ciencias de la Agricultura, Silvicultura y Ciencias de la Vida" el 17 de marzo de 1982 en virtud de la Orden Ejecutiva No. 784 (Sección 23).
El 7 de agosto de 2000, Los Baños fue declarada Ciudad Especial de Ciencia y Naturaleza de Filipinas en virtud de la Proclamación Presidencial 349. Fue firmada por el entonces presidente Joseph Estrada. La Proclamación es un reconocimiento a la importante contribución de la ciudad en el país. El municipio se ha mantenido como el centro de ciencia y naturaleza del país con la presencia de instituciones de investigación nacionales e internacionales que colaboran para el avance de la investigación científica.
La sexta Flora Malesiana, una reunión trienal de personas con conocimientos botánicos sobre "Malesia", se celebró del 20 al 24 de septiembre de 2004. Ofreció un foro para los miembros de Flora Malesiana y alentó las publicaciones sobre plantas de Malesia.
Durante los Juegos del Sudeste Asiático de 2005, Los Baños fue sede de los eventos acuáticos, con el recién construido Trace Aquatic Center en Trace College como sede.
La sede del Centro de Biodiversidad de la Asociación de Naciones del Asia Sudoriental (ASEAN) se inauguró el 8 de agosto de 2006 en la Oficina de Investigación y Desarrollo de Ecosistemas DENR, ubicada en la Facultad de Silvicultura de la Universidad de Filipinas Los Baños. 

## Geografía

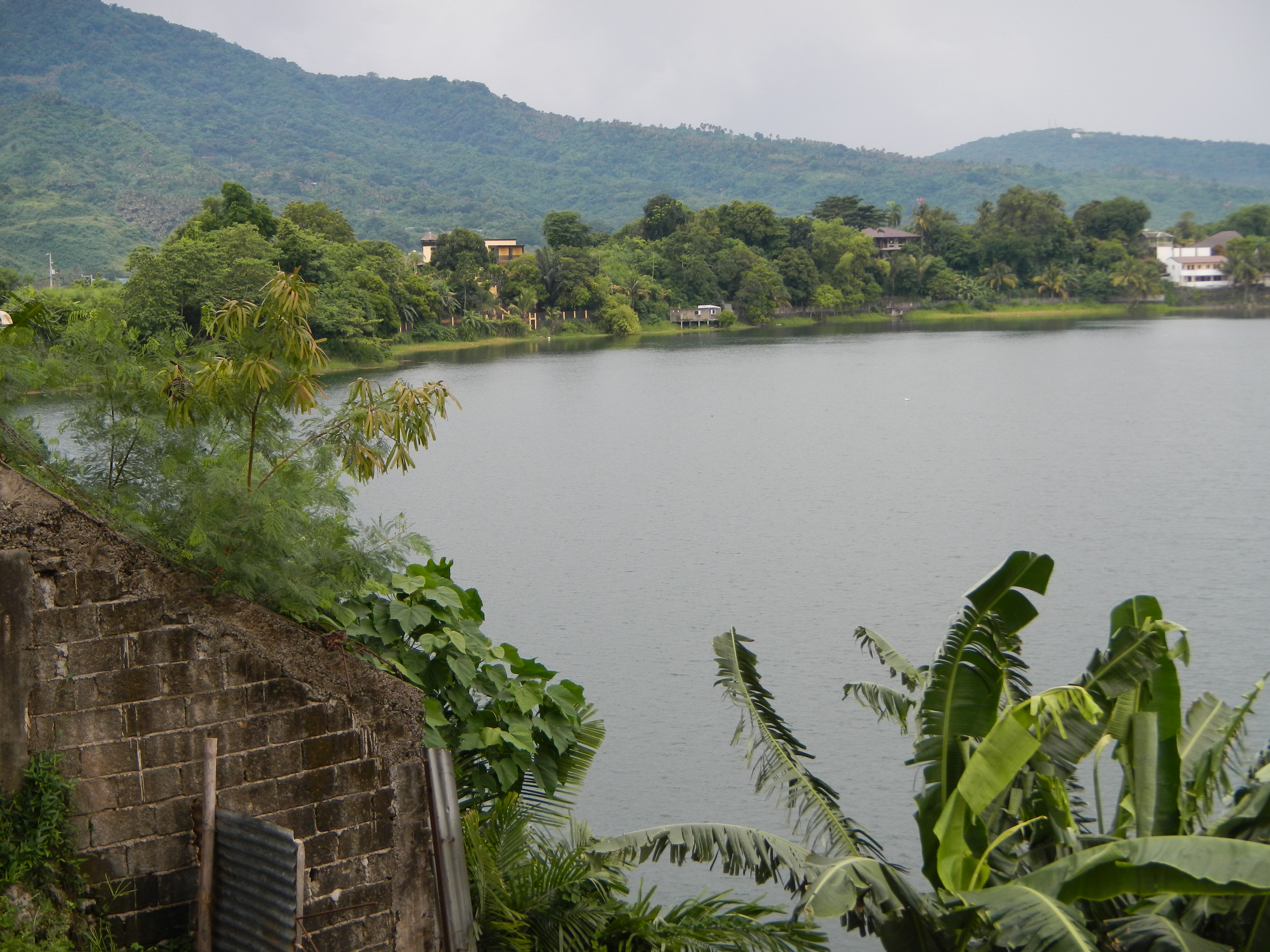
Tadlac Lago

Los Baños se encuentra entre dos de las características geográficas más dominantes del sur de Luzón: el monte Makiling al sur y el suroeste y la laguna de Bay al norte. De hecho, la punta más al sur de Laguna de Bay está en Barangay Bambang, y Barangay Bagong Silang ya está en medio del monte Makiling. Tanto la montaña como el lago son de características volcánicas: Makiling es un volcán potencialmente activo cuya actividad geotérmicas ha dado origen a las aguas termales que dieron nombre a la ciudad, y la Laguna de Bay es la caldera rellena de un enorme volcán prehistórico.
Otra característica geológica notable es el lago Tadlac, un lago maar cuya forma casi perfecta y aguas inexploradas han llevado a algunos lugareños a llamarlo "el lago encantado". Otros lo llaman "lago del cocodrilo", un recordatorio de que sirvió como el último bastión de la población de caimanes, una vez abundante en la Laguna de Bay, que desde entonces ha sido aniquilada y ahora es simplemente otra parte legendaria de la historia de Filipinas.

### Ríos
La ciudad de Los Baños está atravesada por cinco ríos o arroyos:
- El río Dampalit, que lleva el nombre de una hierba comestible, dampalit (Sesuvium portulacastrum), que a menudo crece cerca de las orillas de los ríos, se origina en la cara norte del monte Makiling al este de la High School secundaria filipina para las artes, y alimenta al lago Laguna en el límite de Barangays Lalakay y Bambang.
- El arroyo Saran, cuya cabecera comienza en algún lugar cerca del vertedero municipal, corre a través de Barangay Anos cerca del cementerio municipal.
- El arroyo Pele, que lleva el nombre del árbol pili (Canarium ovatum), fluye por la parte oeste de Barangay Batong Malake y tiene su desembocadura en el límite de Barangays Malinta y Mayondon.
- El río Molawin, el más familiar para los estudiantes de la Universidad porque fluye a través del campus y los jardines botánicos de Makiling, lleva el nombre del árbol de Molave (Vitex parviflora).
- El río Maitim, cuyo nombre significa "negro", fluye por la parte más occidental de Los Baños, marcando el límite de la ciudad con la vecina ciudad de Bahía. Los ríos Molawin y Maitim se unen solo unos pocos metros antes de llegar a la Laguna de Bay en la costa de Barangay Maahas.

### Clima
Los Baños tiene un clima monzónico tropical (clasificación climática de Köppen Am).
| Datos de clima para Los Baños, Laguna | Datos de clima para Los Baños, Laguna | Datos de clima para Los Baños, Laguna | Datos de clima para Los Baños, Laguna | Datos de clima para Los Baños, Laguna | Datos de clima para Los Baños, Laguna | Datos de clima para Los Baños, Laguna | Datos de clima para Los Baños, Laguna | Datos de clima para Los Baños, Laguna | Datos de clima para Los Baños, Laguna | Datos de clima para Los Baños, Laguna | Datos de clima para Los Baños, Laguna | Datos de clima para Los Baños, Laguna | Datos de clima para Los Baños, Laguna |
| Mes                                   | Ene                                   | Feb                                   | Mar                                   | Abr                                   | mayo                                  | Jun                                   | Jul                                   | Ago                                   | Sep                                   | Oct                                   | Nov                                   | Dic                                   | Año                                   |
| ------------------------------------- | ------------------------------------- | ------------------------------------- | ------------------------------------- | ------------------------------------- | ------------------------------------- | ------------------------------------- | ------------------------------------- | ------------------------------------- | ------------------------------------- | ------------------------------------- | ------------------------------------- | ------------------------------------- | ------------------------------------- |
| Promedio alto °C (°F)                 | 29.1 (84.4)                           | 30.2 (86.4)                           | 31.9 (89.4)                           | 33.5 (92.3)                           | 33.6 (92.5)                           | 32.5 (90.5)                           | 31.5 (88.7)                           | 31.2 (88.2)                           | 31.1 (88)                             | 31.0 (87.8)                           | 30.2 (86.4)                           | 29.2 (84.6)                           | 31.3 (88.3)                           |
| Promedio diario °C (°F)               | 25.3 (77.5)                           | 25.9 (78.6)                           | 27.1 (80.8)                           | 28.5 (83.3)                           | 28.8 (83.8)                           | 28.2 (82.8)                           | 27.5 (81.5)                           | 27.4 (81.3)                           | 27.2 (81)                             | 27.1 (80.8)                           | 26.6 (79.9)                           | 25.7 (78.3)                           | 27.1 (80.8)                           |
| Promedio bajo °C (°F)                 | 21.5 (70.7)                           | 21.6 (70.9)                           | 22.3 (72.1)                           | 23.5 (74.3)                           | 24.1 (75.4)                           | 24.0 (75.2)                           | 23.6 (74.5)                           | 23.6 (74.5)                           | 23.4 (74.1)                           | 23.3 (73.9)                           | 23.0 (73.4)                           | 22.3 (72.1)                           | 23.0 (73.4)                           |
| Promedio de lluvia mm (pulgadas)      | 55 (2.17)                             | 27 (1.06)                             | 30 (1.18)                             | 38 (1.5)                              | 159 (6.26)                            | 208 (8.19)                            | 280 (11.02)                           | 258 (10.16)                           | 246 (9.69)                            | 252 (9.92)                            | 226 (8.9)                             | 163 (6.42)                            | 1,942 (76.46)                         |
| Fuente:                               |                                       |                                       |                                       |                                       |                                       |                                       |                                       |                                       |                                       |                                       |                                       |                                       |                                       |

### Barangays
Los Baños está políticamente subdividido en 14 barangays.
| Barangay             | Capitán                 | Población (2010) |
| -------------------- | ----------------------- | ---------------- |
| Anos                 | Celerino L. Balasoto    | 7,446            |
| Bagong Silang        | Rufino Un. Maloles      | 577              |
| Bambang              | Joselito C. Manzanares  | 7,021            |
| Batong Malake        | Janos S. Lapis          | 11,884           |
| Baybayin (población) | Anselmo M. Lapitan      | 1,307            |
| Bayog                | Cesar L. Moldez         | 9,671            |
| Lalakay              | Leticia Concepcion      | 4,253            |
| Maahas               | Ferdinand P. Vargas     | 6,800            |
| Malinta              | Rolando L. Erroba       | 6,258            |
| Mayondon             | Victorio Un. Reyes      | 16,181           |
| Tuntungin-Putho      | Ronaldo N. Oñate        | 8,692            |
| San Antonio          | Cecilio Magsino         | 13,173           |
| Tadlac               | Juan Marvin S. Bautista | 3,342            |
| Timugan (población)  | Francisco Un.Dumangas   | 5,279            |

## Demografía
En el censo de 2015, la población de Los Baños era de 112,008 personas, con una densidad de 2,100 habitantes por kilómetro cuadrado.

## Sitios de interés
- Universidad de Filipinas Los Baños y otros lugares de interés dentro de su área administrada

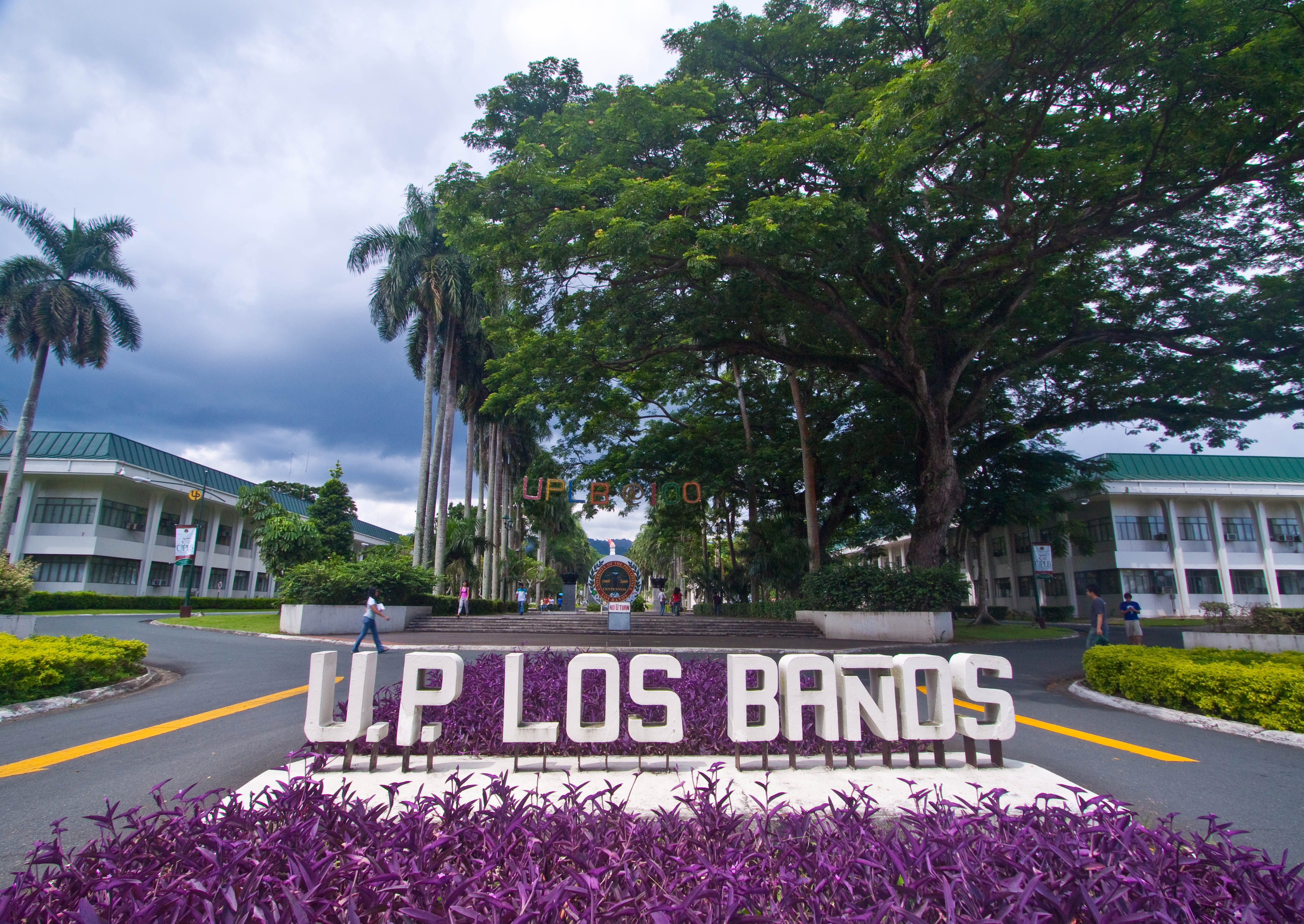
Puerta de Universitario de las Filipinas en Los Baños
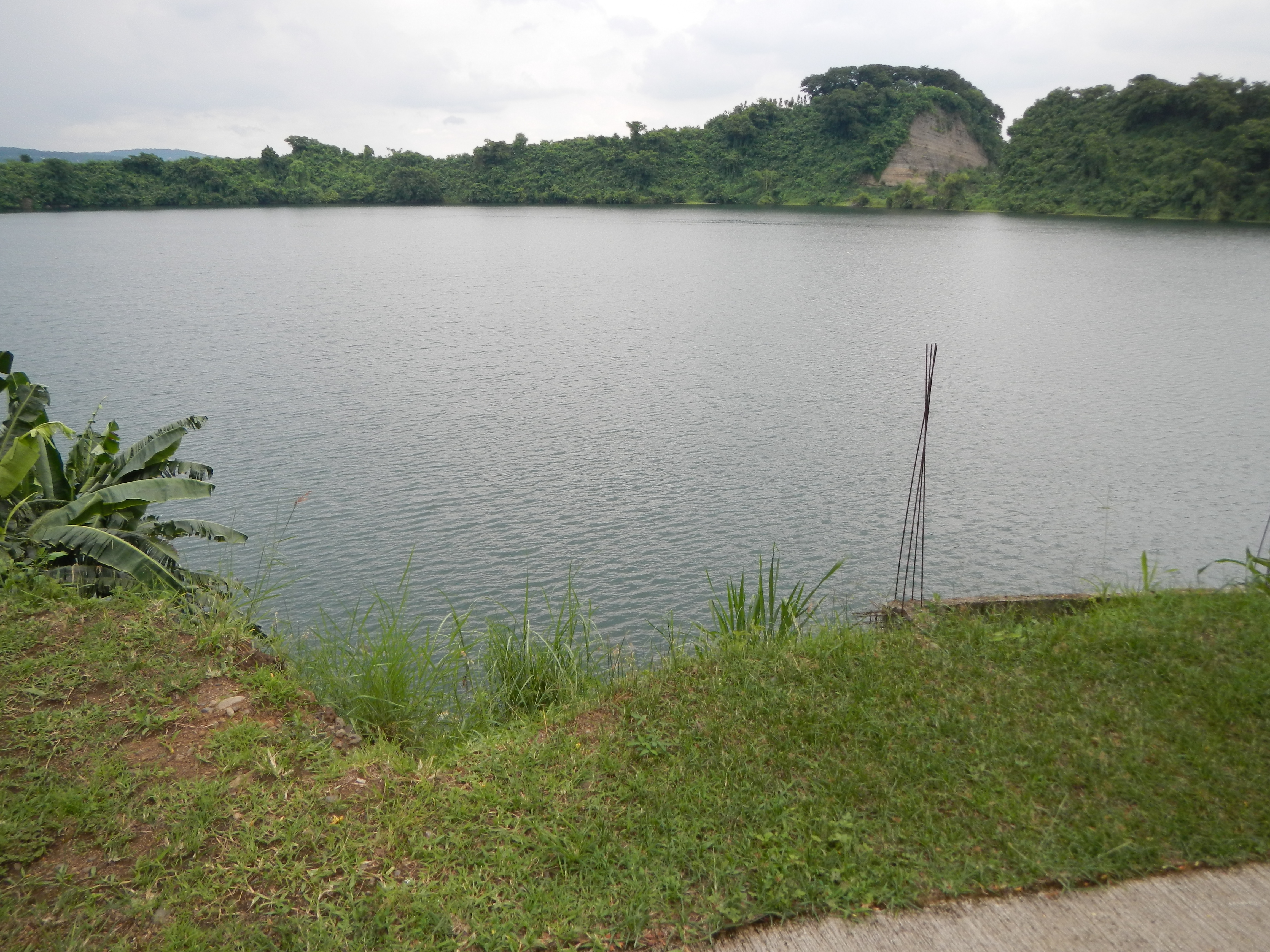
Lago Tadlac